# 세조대왕 (영화)
"세조대왕"은 1970년에 개봉한 대한민국의 영화이다.

## 캐스팅
- 신영균
- 김진규
- 허장강
- 강숙희
- 송재호
- 유미
- 이낙훈
- 김효진
- 김동원
- 김석훈
- 이순재
- 이향
- 추석양
- 지용남
- 이룡
- 성소민
- 지방열
- 황백
- 이해룡
- 이예성
- 한유정
- 최삼
- 강계식
- 임해림
- 윤일주
- 박광진
- 김기범
- 이성일
- 한창식
- 김월성
- 주상호
- 임성포
- 주일몽
- 나일
- 신창일
- 김지영
- 정미경
- 장인한
- 박종성
- 이억만
- 유인철
- 김지미